# Paurophylla prominens
Paurophylla prominens là một loài bướm đêm trong họ Erebidae.